# Curcuma stenochila
Curcuma stenochila là một loài thực vật có hoa trong họ Gừng. Loài này được François Gagnepain mô tả khoa học đầu tiên năm 1905. Mẫu định danh: C. Geoffray 409 - Holotype: MNHN-P-P032710, - Isotype: MNHN-P-P032712, do C. Geoffray thu thập trong cùng ngày 12-7-1904 ở cao độ 400-500 m tại núi Kamchay, tỉnh Kampot, Campuchia.

## Phân bố
Là một loại cây nhiệt đới bản địa Thái Lan, Campuchia, Việt Nam.

## Mô tả
Cây thảo trung bình, gần như không thân, ít lá, tổng thể nhẵn nhụi. Thân rễ thẳng, mỏng, có vảy, dạng rễ chùm. Rễ hình chỉ, đầu có củ, củ hình thoi. Lá 2-4, tất cả mọc từ thân rễ; cuống lá có rãnh không rõ nét, nhẵn nhụi, có sọc, gốc có bẹ bao; mép bẹ khô xác, đỉnh hơi có lưỡi bẹ, phiến lá hình trứng-hình mác, đáy hình tim hay thuôn tròn, không thon nhỏ, đỉnh nhọn thon lệch, bất đối xứng rõ nét, mặt dưới nhạt màu, mặt trên loang lổ không khác biệt. Cụm hoa có cuống ngắn xuất hiện giữa búi lá; cuống cụm hoa mỏng, thanh mảnh, nhẵn nhụi; cành hoa bông thóc hình trứng, hơi lỏng lẻo; mào 0; lá bắc ở đoạn dưới màu xanh lục, đoạn trên màu hồng, tất cả là sinh sản, hình mũi mác, chứa 2 hoa. Hoa thò ra; đài hoa hình ống, đoạn giữa phồng, 3 răng, răng nhỏ, tù, gần đều. Ống tràng dài gấp đôi đài hoa, đỉnh nở rộng, nhẵn nhụi; các thùy hình mũi mác, gần đều, màu tía, thùy lưng có mấu nhọn. Các nhị lép hình mác, hơi nhọn, điểm các tuyến, màu vàng, không hợp sinh với chỉ nhị ở đáy. Cánh môi hình elip, xẻ 2 thùy sâu, đáy có vuốt hẹp, màu vàng kim, điểm các tuyến, các thùy hơi tù. Chỉ nhị tự do, lõm; các ngăn tiếp giáp, đỉnh nở rộng, nhẵn nhụi, đáy có phần phụ; các phần phụ hình chỉ, lượn sóng, uốn ngược từ nửa chiều dài của ngăn, các phần bằng nhau; đỉnh mô liên kết tạo thành phiến hình tam giác. Vòi nhụy hình chỉ, nhẵn nhụi; đầu nhụy hình phễu, mép có lông rung. Nhụy lép 2, bao lấy đáy vòi nhụy, thẳng, đỉnh dần tỏa rộng-cắt cụt. Bầu nhụy hình elip, trụ nhăn, 3 ngăn, vỏ ngoài mỏng; nhiều noãn. Cán hoa dài 2-5 cm; cành hoa bông thóc 5 × 3 cm. Cuống lá dài 17-18 cm (với bẹ lá dài 7 cm); phiến lá dài 18-23 cm, rộng 7-10 cm. Lá bắc 3 × 1 cm. Hoa dài 6 cm. Đài hoa 15 mm; thùy tràng hoa 15 × 3 mm. Nhị lép 16 × 5 mm; cánh môi với vuốt (10 mm) dài 23 mm, rộng 7-8 mm. Nhị hoa dài 12 mm; chỉ nhị dài 3-4 mm.